# Tarabulida
Genre
Tarabulida est un genre de solifuges de la famille des Daesiidae.

## Distribution
Les espèces de ce genre se rencontrent en Libye et au Kenya.

## Liste des espèces
Selon Solifuges of the World (version 1.0) :
- Tarabulida ephippiata Roewer, 1933
- Tarabulida fumigata Roewer, 1933

et décrit depuis
- Tarabulida mugambii Reddick, Warui & Wharton, 2010

## Publication originale
- Roewer, 1933 : Solifuga, Palpigrada. Dr. H.G. Bronn's Klassen und Ordnungen des Thier-Reichs, wissenschaftlich dargestellt in Wort und Bild. Akademische Verlagsgesellschaft M. B. H., Leipzig. Fünfter Band: Arthropoda; IV. Abeitlung: Arachnoidea und kleinere ihnen nahegestellte Arthropodengruppen, vol. 2/3, p. 161–480 (texte intégral).